# Tom Robbins
Thomas Eugene "Tom" Robbins (Blowing Rock, 22 de julho de 1932 – La Conner, 9 de fevereiro de 2025) foi um escritor americano. O romance Até as vaqueiras ficam tristes foi adaptado para o cinema pelo cineasta Gus Van Sant, em filme estrelado por Uma Thurman, Lorraine Bracco e Keanu Reeves.

## Prêmios e menções
Em 1997, Robbins ganhou o prêmio Bumbershoot Golden Umbrella Award for Lifetime Achievement em Seattle. Em outubro de 2012, recebeu o Lifetime Achievement Award da Biblioteca da Virgínia.

## Obras
- Another Roadside Attraction (1971) — romance
- Even Cowgirls Get the Blues (Até as vaqueiras ficam tristes) (1976) — romance
- Still Live with Woodpecker (1980) — romance
- Jitterbug Perfume (O perfume de Jitterbug) (1984) — romance
- Skinny Legs and All (1990) — romance
- Half Asleep in Frog Pajamas (Quase dormindo de touca) (1994) — romance
- Fierce Invalids Home from Hot Climates (Ferozes inválidos de volta dos trópicos) (2000) — romance
- Villa Incognito (2003) — romance
- Wild Ducks Flying Backward (2005) — antologia de ensaios, resenhas e contos
- B is for Beer (2009) — infantil
- Tibetan Peach Pie (2014) — autobiografia